# Inini
 Ovo je glavno značenje pojma Inini. Za rijeku pogledajte Inini (rijeka).
Inini (fra. Territoire de l'Inini) je bio unutarnji teritorij Francuske Gvajane, pod zasebnom upravom između 6. lipnja 1930. i 19. ožujka 1946., nakon čega je cijela Francuska Gvajana postala departman Francuske. Teritorijem se nastavilo upravljati kao posebnim entitetom sve do 17. ožujka 1969. kada je raspušten u komune i stavljen pod upravu države. Glavni grad mu je bio Saint-Élie. Stanovništvo ovog teritorija činili su Amerikanci, Maroni i tragači za zlatom. Okrug je dobio ime po rijeci Inini, najvećoj rijeci u unutrašnjosti Francuske Gvajane koja teče od istoka prema zapadu, za razliku od drugih velikih rijeka koje teku od juga prema sjeveru.